# Temporada 1930-1931 del RCD Espanyol
Dades de la Temporada 1930-1931 del RCD Espanyol.

## Fets Destacats
- La temporada posterior a la venda de Ricard Zamora fou força fluixa. El club es classificà penúltim tant al Campionat de Catalunya com a la lliga espanyola i no assolí plaça per a la copa.
- 26 d'octubre de 1930, en partit del Campionat de Catalunya, Espanyol 5 - CE Júpiter 2.
- 28 de desembre de 1930, en partit de lliga, Espanyol 5 - Arenas de Getxo 0.
- 4 de gener de 1931, en partit de lliga, Real Unión de Irún 6 - Espanyol 1.
- 11 de gener de 1931, en partit de lliga, FC Barcelona 6 - Espanyol 2.
- 18 de gener de 1931, en partit de lliga, Espanyol 4 - CE Europa 0.
- 15 de març de 1931, en partit de lliga, Espanyol 4 - FC Barcelona 4.

## Resultats i Classificació

### Campionat de Catalunya
| Pos | Equip          | PJ | PG | PE | PP | GF | GC | DG  | Pts | Classificació |
| --- | -------------- | -- | -- | -- | -- | -- | -- | --- | --- | ------------- |
| 4   | CE Europa      | 10 | 4  | 2  | 4  | 15 | 15 | 0   | 10  | (Nota)        |
| 5   | RCD Espanyol   | 10 | 3  | 2  | 5  | 21 | 26 | −5  | 8   |               |
| 6   | CE Júpiter (O) | 10 | 0  | 2  | 8  | 11 | 38 | −27 | 2   | Promoció      |

### Lliga i Copa d'Espanya
- Lliga d'Espanya: Novena posició amb 14 punts (18 partits, 6 victòries, 2 empats, 10 derrotes, 32 gols a favor i 45 en contra).
- Copa d'Espanya: No es classificà per a la competició.

## Plantilla
| P   | Jugador             | Lliga d'Espanya | Lliga d'Espanya | C. de Catalunya | C. de Catalunya |
| P   | Jugador             | PJ              | G               | PJ              | G               |
| --- | ------------------- | --------------- | --------------- | --------------- | --------------- |
| POR | Joaquín Aznar       | 11              | -20             | 3               | -11             |
| POR | José María Cabo     | 6               | -18             | 6               | -13             |
| POR | Francesc Mañé       | 3               | -7              | -               | -               |
| POR | Antoni Vilarrodona  | -               | -               | 1               | -2              |
| POR | Josep Baldrich      | -               | -               | 1               | -               |
| DEF | Ricardo Saprissa    | 16              | -               | 8               | -               |
| DEF | Casto Moliner       | 17              | -               | 2               | -               |
| DEF | Ramon Orriols       | 3               | -               | 7               | -               |
| DEF | Conrad Portas       | -               | -               | 1               | -               |
| DEF | Ramón Sarasquete    | -               | -               | 1               | -               |
| MIG | Pere Solé           | 18              | 2               | 10              | 1               |
| MIG | Ramon Trabal        | 13              | 1               | 8               | -               |
| MIG | Josep Pausàs        | 18              | -               | 1               | -               |
| MIG | Josep Besolí        | 16              | 6               | 2               | -               |
| MIG | Manuel Espino       | -               | -               | 7               | 1               |
| MIG | Vicenç Tonijuan     | -               | -               | 1               | -               |
| DAV | Edelmiro Lorenzo    | 18              | 11              | 10              | 9               |
| DAV | Josep Prat          | 18              | 3               | 1               | -               |
| DAV | Gabriel Juvé        | 18              | 4               | 1               | -               |
| DAV | Francesc Tena II    | 8               | 1               | 7               | 2               |
| DAV | Crisant Bosch       | 6               | 1               | 9               | 3               |
| DAV | Martí Ventolrà      | -               | -               | 10              | 1               |
| DAV | Lluís Bonal         | 9               | 2               | -               | -               |
| DAV | Ricard Gallart      | -               | -               | 8               | 2               |
| DAV | José Muñoz Morenito | 2               | 1               | 2               | 1               |
| DAV | José Padrón         | -               | -               | 4               | 1               |